# Amangeldi

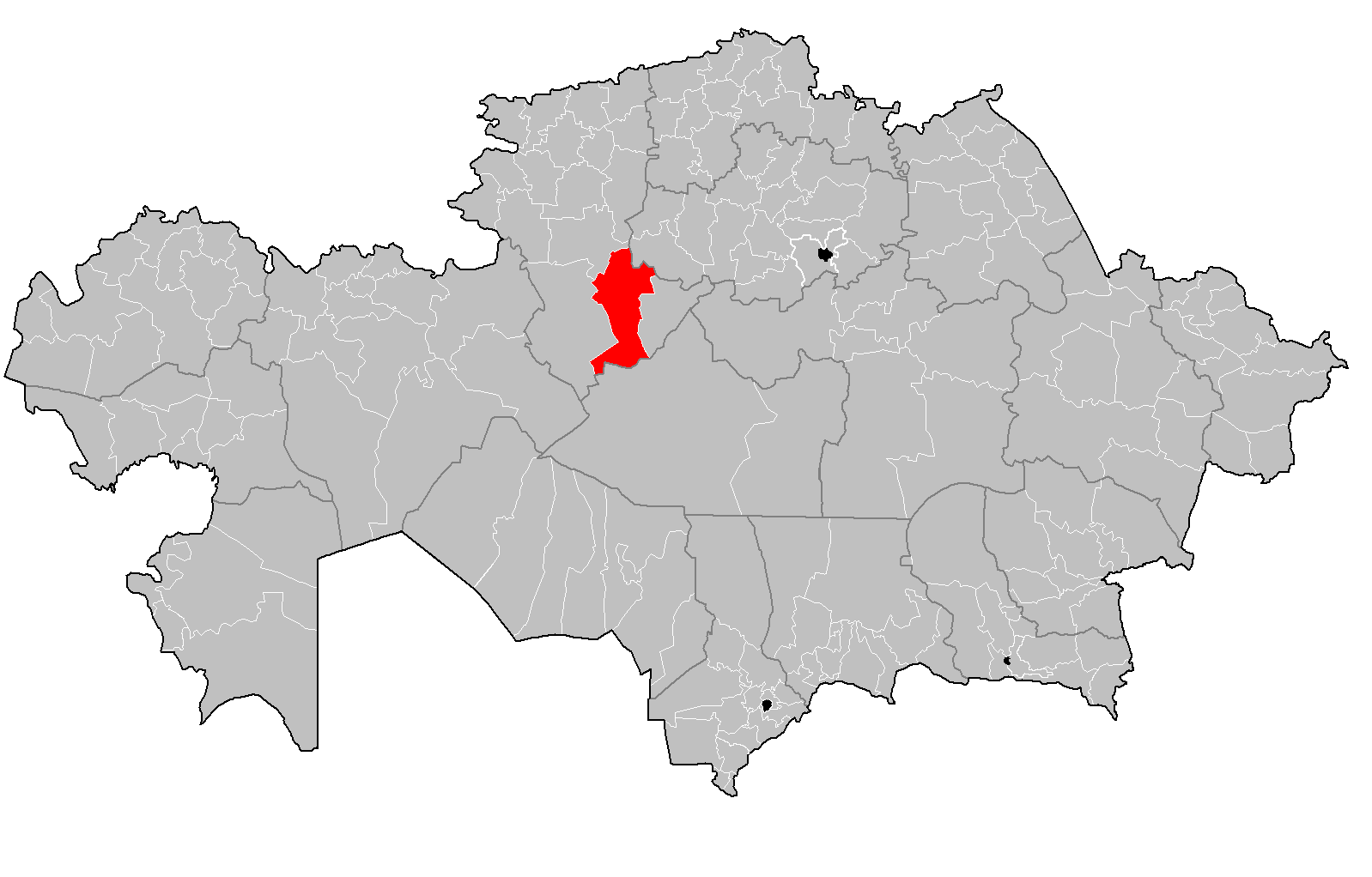
Ubicación del distrito en mapa nacional

Amangueldy (en kazajo Аманкелді ауданы, en ruso Amangel'dinskiy) es uno de los 16 distritos en los que se divide la provincia de Kostanái, Kazajistán.

## Población
Según el censo de 1999, tenía 21 244 habitantes. Para el censo de 2009 se había dado un importante descenso de la población y se registraron 17 660 habitantes.